# Capheris cordivulva
Capheris cordivulva är en spindelart som beskrevs av Lawrence 1928. Capheris cordivulva ingår i släktet Capheris och familjen Zodariidae.
Artens utbredningsområde är Namibia. Inga underarter finns listade.